# Années 290
Les années 290 couvrent la période de 290 à 299.

## Événements

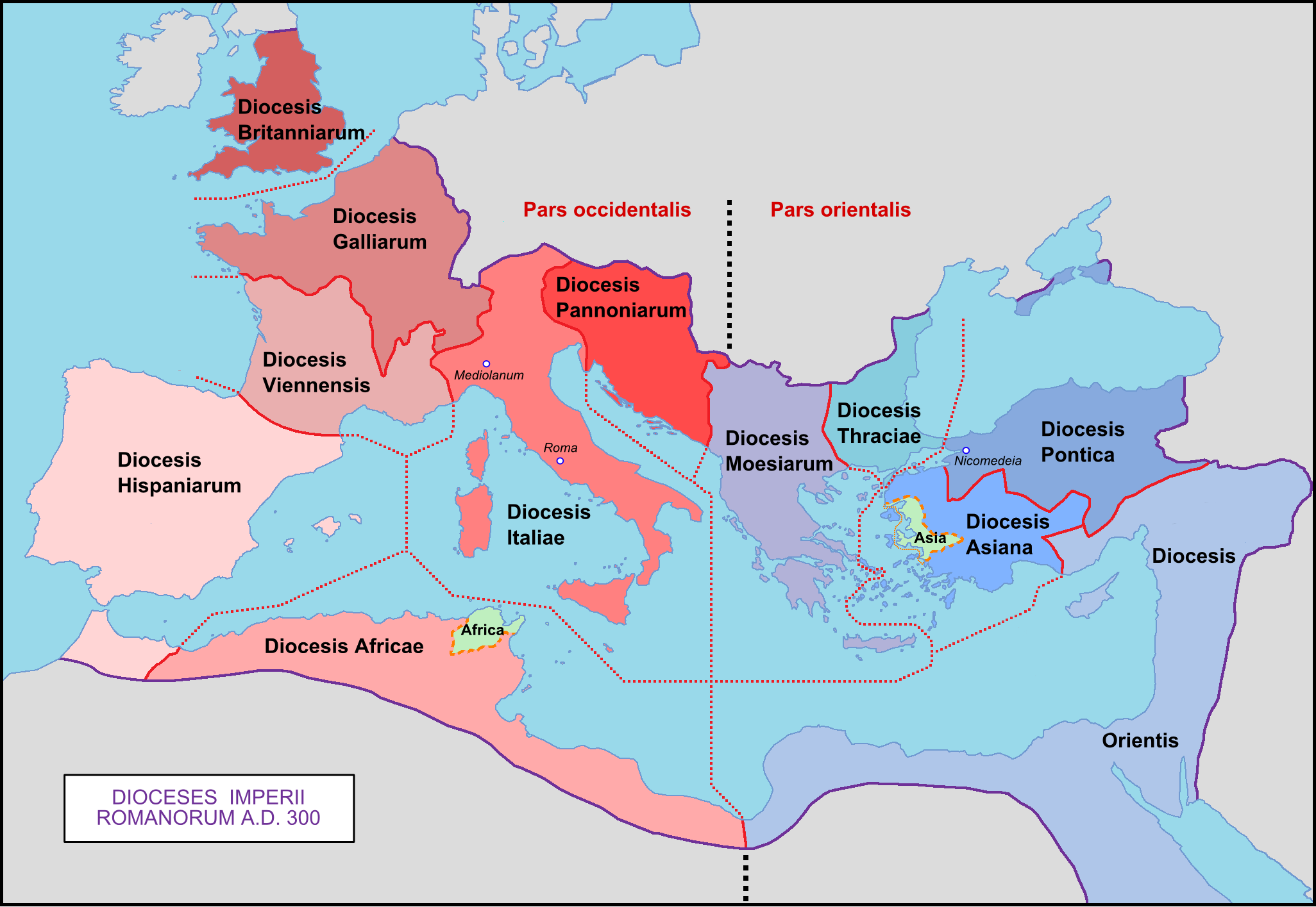
Carte de l'Empire romain pendant la première Tétrarchie avec les diocèses créés par l'empereur Dioclétien, et les préfectures prétoriennes cent ans plus tard.

- 290-291, Empire romain : Dioclétien et Maximien Hercule se rencontrent à Milan lors du cinquième anniversaire de leur règne pour discuter de leurs succès et de leurs échecs[1].
- 291-306 : guerre civile en Chine, dite guerre des huit princes[2].
- 292-298 ou 297-298 : réforme de l'administration provinciale de Dioclétien avec la création des diocèses[3].
- 293 : début de la Tétrarchie[4]. Constance Chlore prend Boulogne, bat les Francs et installe comme colons de nombreux barbares dans le Nord de la Gaule[5].
- 294-296 : Constance Chlore restaure la ville d'Augustodunum (Autun)[6].
- 296 : Constance Chlore soumet la Bretagne[4].
- 296-297 : révolte en Égypte de Domitius Domitianus et Achilleus[7].
- 296-298 :  Maximien lutte contre les pirates maures en Hispanie et les incursions berbères en Maurétanie[7].
- 296-298 : guerre persique. Narses, roi sassanide de Perse, marche jusqu’à Carrhes. Galère, qui veut l’arrêter, est vaincu entre Carrhes et Nicéphorion (297). Il obtient une paix glorieuse à Nisibe en 298[8].
- 297 : réforme fiscale de Dioclétien (édit d'Optatus en Égypte, instauration des indictions)[9].
- 298-299 : guerre de Constance Chlore contre les Alamans battus à Langres[10] puis près de Vindonissa (Windisch)[11].

## Personnages significatifs
- Allectus
- Carausius
- Constance Chlore
- Dioclétien
- Domitius Domitianus
- Galère
- Maximien Hercule
- Narseh
- Tiridate IV d'Arménie